# ファーストクラス (バラエティー番組)
『ファーストクラス』は2007年4月17日から同年9月25日まで、テレビ神奈川 (tvk)で毎週火曜日24時45分 - 25時15分に放送されていたセント・フォース所属のフリーアナウンサー出演の女子アナバラエティー番組。番組を収録したDVDが2008年3月19日にMusic Ray'nより発売された。また、番組内のコーナー『ワンダフルワールド』もDVD化されたほか、『ファーストクラス』終了以降は単独番組として放送が行われた。
tvkでの本放送終了後の2008年4月15日から西日本放送で毎週火曜25:34 - 26:04に放送された。

## 出演者
- 津島亜由子（通称：ニューヨーク）
- 柳沼淳子（通称：ロンドン）
- 小川友佳（通称：パリス）
- 小尾かなよ（通称：チューリッヒ）
- 伊藤友里（通称：シドニー）
- 堀切沙織（通称：カサブランカ）
- 近本あゆみ（通称：シャンハイ）
- 樋渡香保（通称：サンパウロ）
- 望月理恵（通称：トウキョウ）

### ワンダフルワールド
世界各国を犬で表現した社会風刺アニメ。主人公の日本犬（「さすけねぇ」など福島弁を喋る）が、毎回世界各国をイメージした犬に酷い目に遭わされ、高田純次扮する犬が意味不明なコメントを入れてオチをつける。『ファーストクラス』の放送終了後の2008年7月より、tvkにて毎週木曜24:00に単独番組として放送が行われた。
- 高田純次（声の出演）
- 飯尾和樹（ずん）

ほか